# Martín Caparrós
Martín Caparrós, född 29 maj 1957, är en argentinsk journalist, essäist och romanförfattare. 
Som journalist skriver Caparrós bland annat för spanska El Pais. 1984 romandebuterade han med Ansay o los infortunios de la gloria. Caparrós har tilldelats flera litterära priser, bland annat Planeta prize 2004 och Premio Herralde 2011. På svenska utkom 2013 romanen Valfierno som är baserad på de verkliga omständigheterna kring Mona Lisas försvinnande från Louvren.